# Stýrivolt

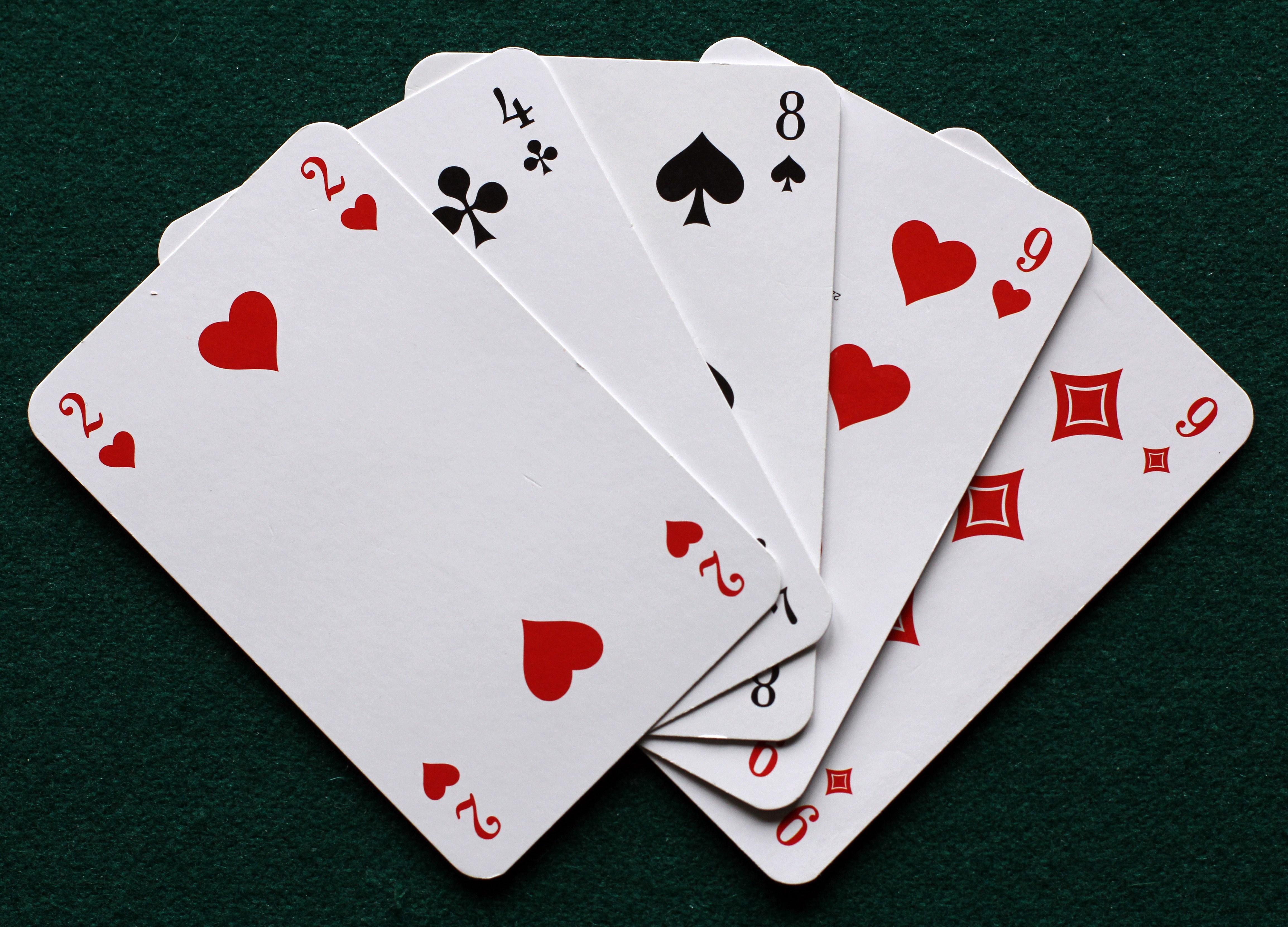
Die fünf Matadoren

Das Stýrivolt [ˈstʊirɪ.vɔlt] (dänisch styrvolt, von niederdeutsch stürewold „wilder, zügelloser Mensch“) ist ein altes skandinavisches Kartenspiel, das heute (fast) nur noch auf den Färöern bekannt ist.
Stýrivolt stammt vom deutschen Karnöffelspiel ab. Vermutlich wurde es im 17. Jahrhundert in Dänemark eingeführt. Belegt ist ein Spiel in Schweden mit dem Namen stýr-wålt im Gedicht „Herkules“ von Georg Stiernhielm 1648.
Auf den Färöern wird es seit dem 18. Jahrhundert gespielt und beispielsweise in Jens Christian Svabos Indberetninger fra en Reise i Færöe, 1781–1782 erwähnt. Das dänische Styrvoltspiel ist zum Beispiel in Politiske Spille Regler for de tilladelige og meest brugelige Spil i Vertshusene (1774) beschrieben, von dem sich ein Exemplar in der Königlichen Bibliothek in Kopenhagen befindet. Daraus geht hervor, dass sich das färöische Stýrivolt im Laufe der Zeit nur wenig verändert hat.
Stýrivolt wird von vier Personen gespielt, die zwei Mannschaften bilden. Es gibt zwei jeweils ausgewählte Farben, die eine Art Trumpf sind. Dabei unterscheiden sie sich vom Trumpf in anderen Kartenspielen dadurch, dass
- nur bestimmte Karten einer ausgewählten Farbe eine besondere Macht haben,
- manche Trumpfkarten nur bestimmte Karten der anderen Farben stechen können,
- und andere Trumpfkarten nur dann mächtig sind, wenn sie zum Stich führen.

Einige färöische Begriffe des Stýrivolt stammen direkt aus dem Deutschen. So gibt es den karniffil (von „Karnöffel“), den Buben, oder den pavstur (von „Papst“) für die Sechs.
Stýrivolt ist auf den Färöern selten geworden, und einem Artikel in der Kulturzeitschrift Varðin von 1975 zufolge, ist es vom Aussterben bedroht, während es in Dänemark praktisch verschwunden ist. Im gleichen Artikel wird es als „ein wenig kompliziert zu verstehen“ bezeichnet, aber auch als „extrem unterhaltsam“, wenn man erst einmal die ganzen Spezialbegriffe gelernt hat. Dieser Artikel wurde 1998 auf Englisch veröffentlicht (siehe Literatur) und beschreibt die Spielregeln, wie man sie im Ort Kvívík kennt.